# Dassault Falcon

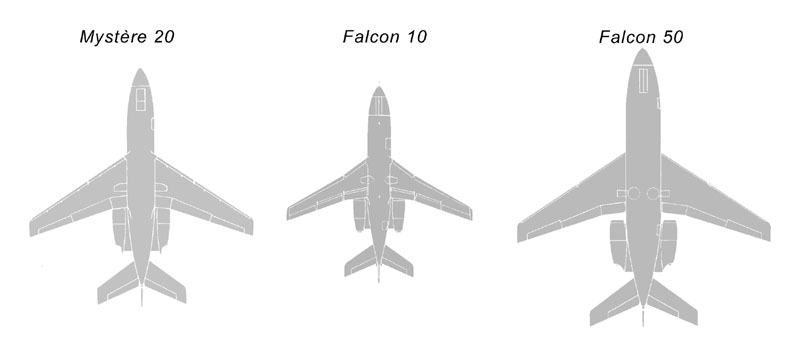
Comparazione delle dimensioni fra tre modelli di Falcon

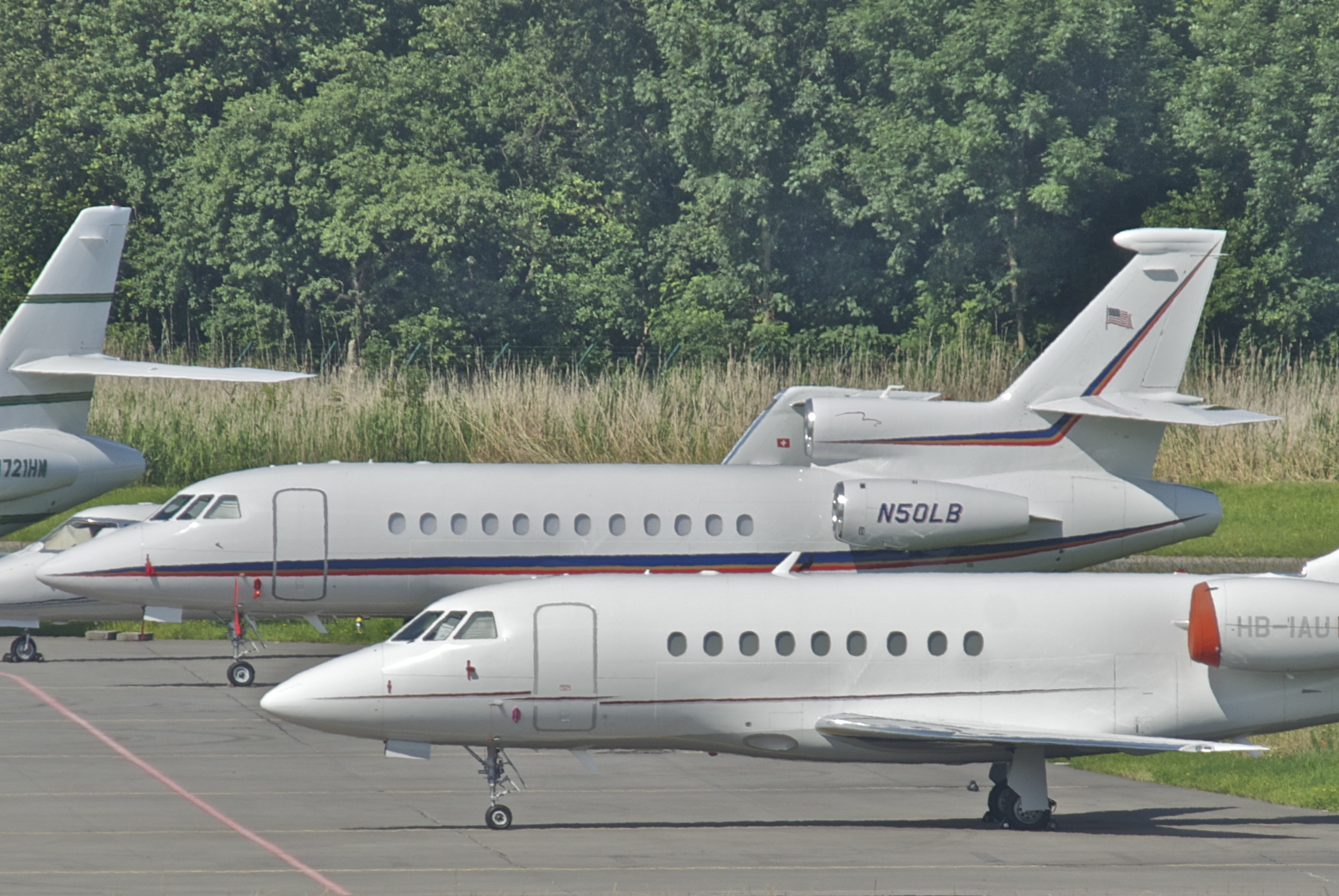
Un Falcon 900 (dietro) e un Falcon 2000 (davanti)

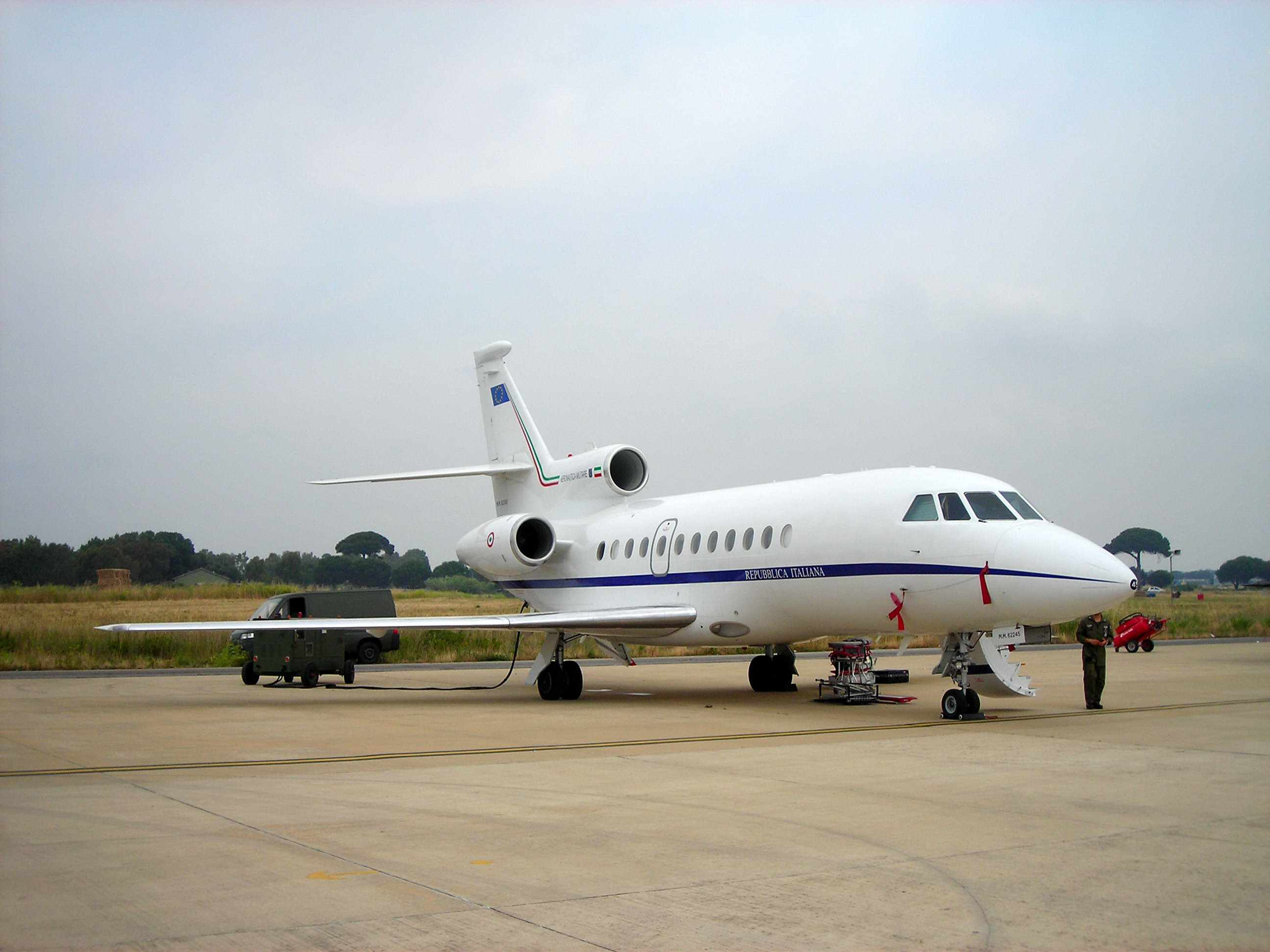
Un Falcon 900 dell'Aeronautica Militare

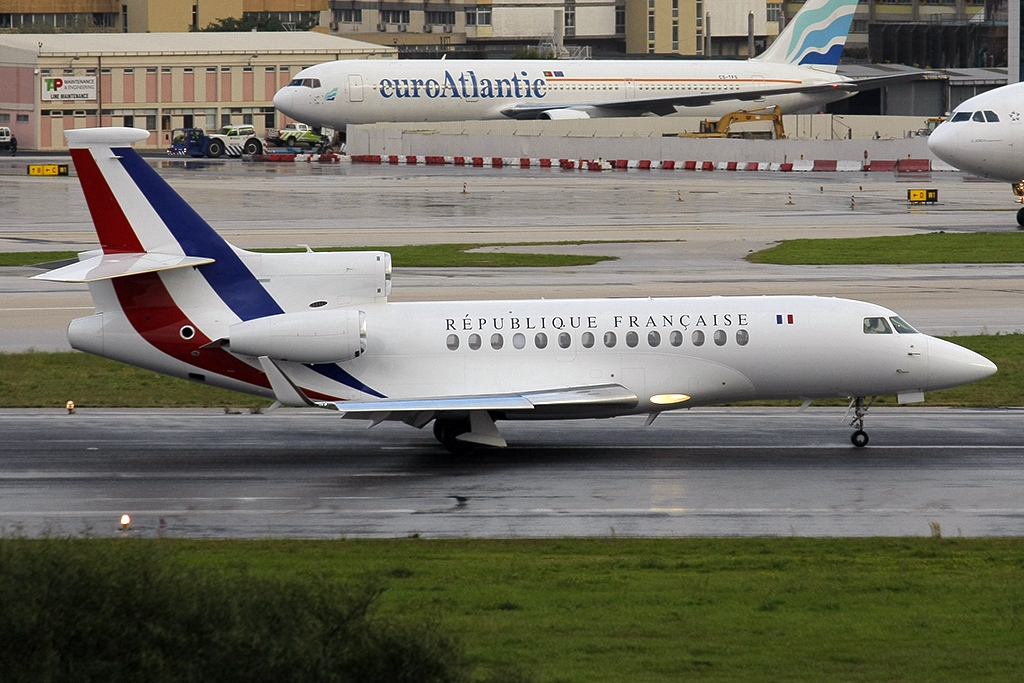
Un Falcon 7X dell'Armée de l'air

Dassault Falcon è una famiglia di business jets prodotti dalla francese Dassault Aviation. Dal 1963 al 2009 ne sono stati prodotti 2.000 esemplari; dal 1965 al 2017 ne sono stati consegnati 2.500 esemplari.
La gamma Falcon attualmente (2018) si compone di 5 modelli d'aerei d'affari: i bireattori 2000S e 2000LXS e i trireattori 900LX, 7X e 8X, ed è in progettazione un nuovo bireattore 6X. Vi sono anche versioni multiruolo adatte a missioni polivalenti, più di 150 velivoli sono utilizzati da forze armate, governi, etc.
I modelli FA900B, FA10, FA50, F7X, F900EX e F200 EX/LX sono approvati per effettuare voli business da e per l'aeroporto di Londra-City, e dal 2017 anche il 8X.

## Modelli
| Aereo        | Versione         | 1º volo           | Esemplari | Note                            |
| ------------ | ---------------- | ----------------- | --------- | ------------------------------- |
| Mystère 20   | Mystère 20       | 4 maggio 1963     | 435       |                                 |
| Mystère 20   | HU-25 Guardian   | 28 novembre 1977  | 41        | versione militare per la USGC   |
| Mystère 20   | Falcon Gardian   | 29 aprile 1979    | 5         | versione militare per la Marine |
| Mystère 20   | Falcon 200       | 30 aprile 1980    | 33        |                                 |
| Falcon 10    | Falcon 10        | 1º dicembre 1970  | 220       |                                 |
| Falcon 10    | Falcon 100       | 10 febbraio 1977  | 220       |                                 |
| Falcon 10    | Falcon 10 Mer    |                   | 6         | versione militare per la Marine |
| Falcon 30-40 | Falcon 30        | 11 maggio 1973    | 1         | 1 esemplare costruito           |
| Falcon 30-40 | Falcon 40        |                   |           | solo progetto                   |
| Falcon 50    | Falcon 50        | 7 novembre 1976   | 348       |                                 |
| Falcon 50    | Falcon 50EX      | 10 aprile 1996    | 348       |                                 |
| Falcon 50    | Falcon 50 Surmar |                   | 4         | versione militare per la Marine |
| Falcon 900   | Falcon 900       | 21 settembre 1984 | 202       |                                 |
| Falcon 900   | Falcon 900EX     | 1º giugno 1995    | 290       |                                 |
| Falcon 900   | Falcon 900DX     | 13 maggio 2005    | 290       |                                 |
| Falcon 900   | Falcon 900LX     | ottobre 2009      | 290       |                                 |
| Falcon 2000  | Falcon 2000      | 4 marzo 1993      | 231       |                                 |
| Falcon 2000  | Falcon 2000EX    | 25 ottobre 2001   | 257       |                                 |
| Falcon 2000  | Falcon 2000DX    | 19 giugno 2007    | 257       |                                 |
| Falcon 2000  | Falcon 2000LX    | 2007              | 257       |                                 |
| Falcon 2000  | Falcon 2000S     | 17 febbraio 2011  |           |                                 |
| Falcon 2000  | Falcon 2000LXS   | 2013              |           |                                 |
| Falcon 7X    | Falcon 7X        | 5 maggio 2005     | 180       |                                 |
| Falcon 8X    | Falcon 8X        | 6 febbraio 2015   |           |                                 |
| Falcon 5X    | Falcon 5X        | 5 luglio 2017     |           | progetto annullato              |
| Falcon 6X    | Falcon 6X        | 10 marzo 2021     |           |                                 |

## Tabella
| Modelli                           | Falcon 8X  | Falcon 7X  | Falcon 6X         | Falcon 900LX  | Falcon 2000LXS | Falcon 2000S |
| --------------------------------- | ---------- | ---------- | ----------------- | ------------- | -------------- | ------------ |
| Passeggeri max.                   | 12-16      | 12-16      | 12-16             | 12-14         | 8-10           | 8-10         |
| Raggio max.                       | 11.945 km  | 11.019 km  | 10.186 km         | 8.800 km      | 7.410 km       | 6.205 km     |
| Velocità max.                     | 685 km/h   | 685 km/h   | 685 km/h          | 685 km/h      | 685/649 km/h   | 685/649 km/h |
| Velocità max.                     | 0,90 M.    | 0,90 M.    | 0,90 M.           | 0,87/0,84 M.  | 0,86/0,85 M.   | 0,86/0,85 M. |
| Altitudine max.                   | 15.545 m   | 15.545 m   | 15.545 m          | 15.545 m      | 14.325 m       | 14.325 m     |
| MTOW                              | 33.113 kg  | 31.751 kg  | 35.135 kg         | 22.225 kg     | 19.414 kg      | 18.598 kg    |
| Dimensioni esterne:               |            |            |                   |               |                |              |
| Lunghezza                         | 24,46 m    | 23,19 m    | 25,68 m           | 20,21 m       | 20,23 m        | 20,23 m      |
| Altezza                           | 7,94 m     | 7,83 m     | 7,47 m            | 7,55 m        | 7,06 m         | 7,06 m       |
| Apertura alare                    | 26,29 m    | 26,21 m    | 25,94 m           | 21,93 m       | 21,38 m        | 19,33 m      |
| Dimensioni interne:               |            |            |                   |               |                |              |
| Lunghezza cabina                  | 13 m       | 11,91 m    | 12,03 m           | 10,11 m       | 7,98 m         | 7,98 m       |
| Altezza cabina                    | 1,88 m     | 1,88 m     | 1,98 m            | 1,88 m        | 1,88 m         | 1,88 m       |
| Larghezza cabina                  | 2,34 m     | 2,34 m     | 2,58 m            | 2,34 m        | 2,34 m         | 2,34 m       |
| Volume cabina                     | 48 m³      | 44 m³      | 52,2 m³           | 35,8 m³       | 29 m³          | 29 m³        |
| Pesi:                             |            |            |                   |               |                |              |
| MTOW                              | 33.113 kg  | 31.751 kg  | 35.135 kg         | 22.225 kg     | 19.414 kg      | 18.598 kg    |
| MZFW                              | 18.598 kg  | 18.598 kg  | 20.830 kg         | 14.000 kg     | 13.472 kg      | 13.472 kg    |
| Peso massimo carburante (usabile) | 15.830 kg  | 14.448 kg  | 15.325 kg         | 9.482 kg      | 7.557 kg       | 6.622 kg     |
| MLW                               | 28.304 kg  | 28.304 kg  | 30.025 kg         | 20.185 kg     | 17.827 kg      | 17.827 kg    |
| Motori:                           |            |            |                   |               |                |              |
| Motori                            | P & W C    | P & W C    | P & W C           | Honeywell     | P & W C        | P & W C      |
| N. e Tipo                         | 3 × PW307D | 3 × PW307A | 2 × PW812D        | 3 × TFE731-60 | 2 × PW308C     | 2 × PW308C   |
| Spinta SL-ISA                     | 29,9 kN    | 28,48 kN   | 57,8 kN - 62,3 kN | 22,24 kN      | 31,14 kN       | 31,14 kN     |
| Flat rated to                     | ISA+17 °C  | ISA+17 °C  |                   | ISA+17 °C     | ISA+15 °C      | ISA+15 °C    |
| Modelli                           | Falcon 8X  | Falcon 7X  | Falcon 6X         | Falcon 900LX  | Falcon 2000LXS | Falcon 2000S |

## Galleria d'immagini

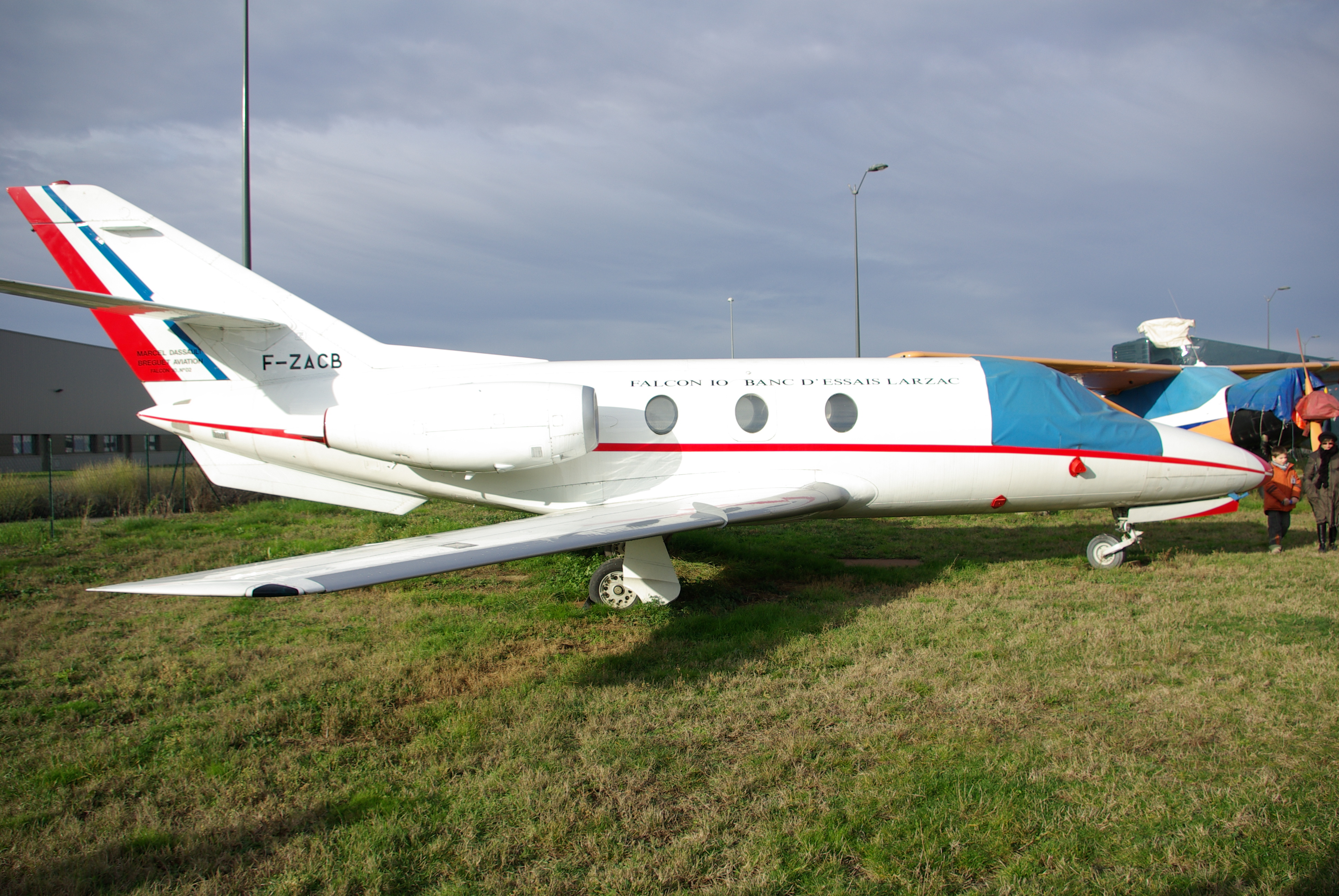
Falcon 10/100
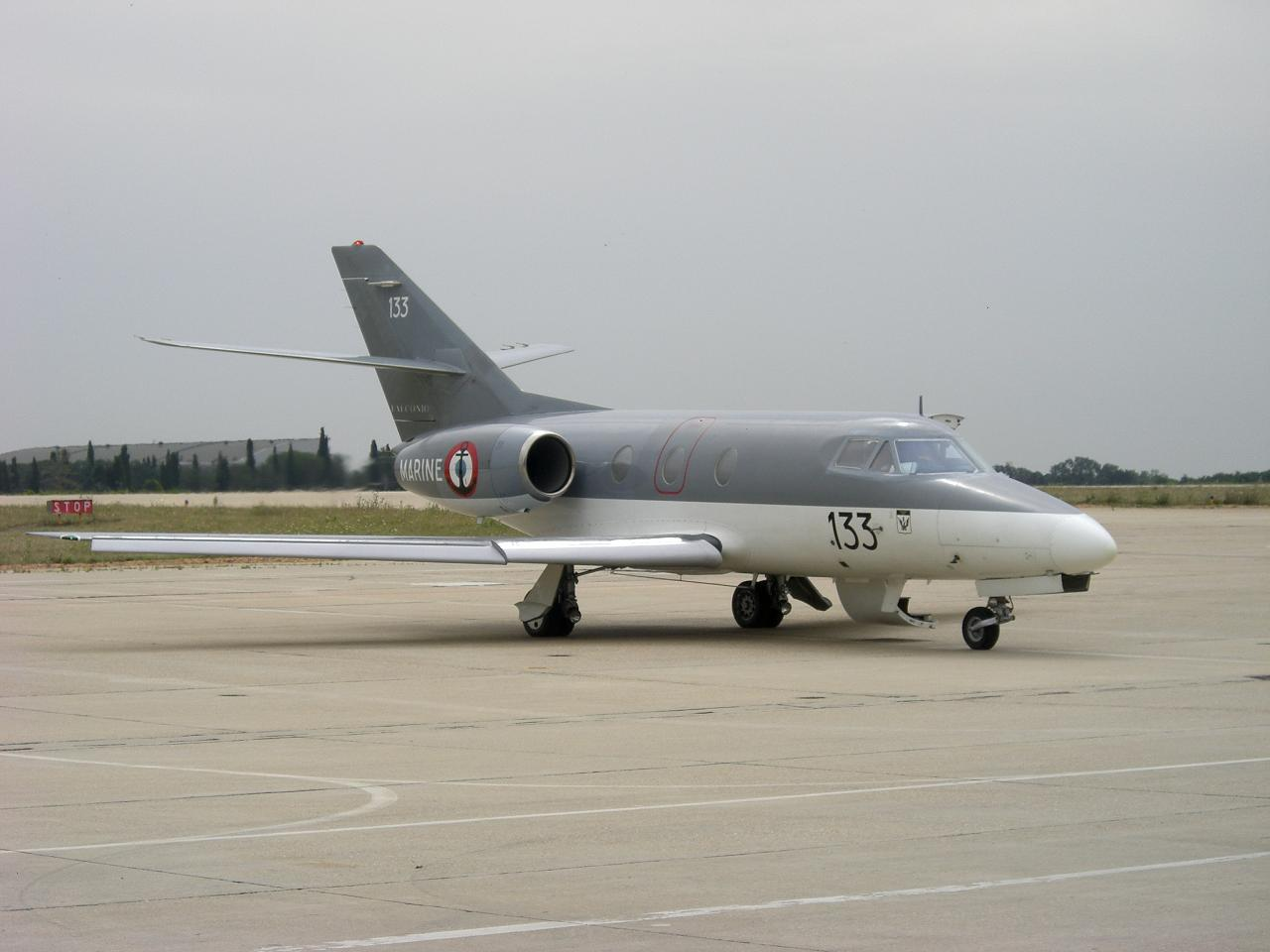
Falcon 10 MER
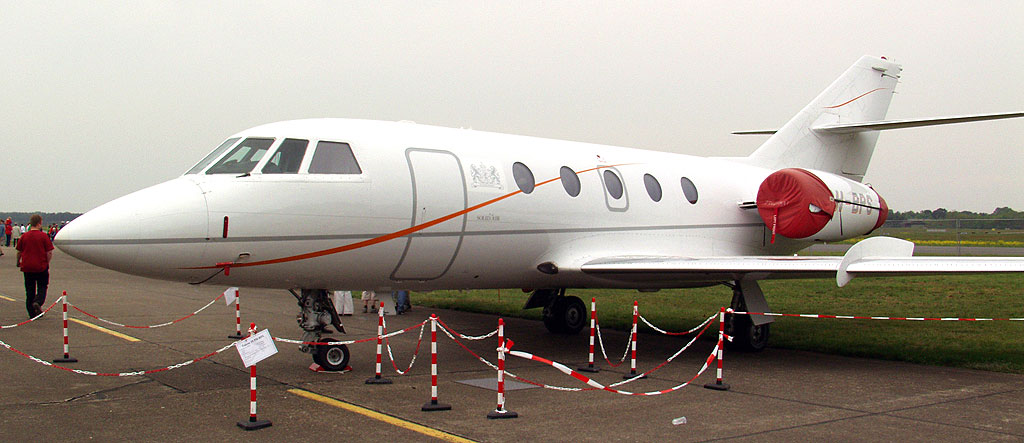
Falcon 20/200
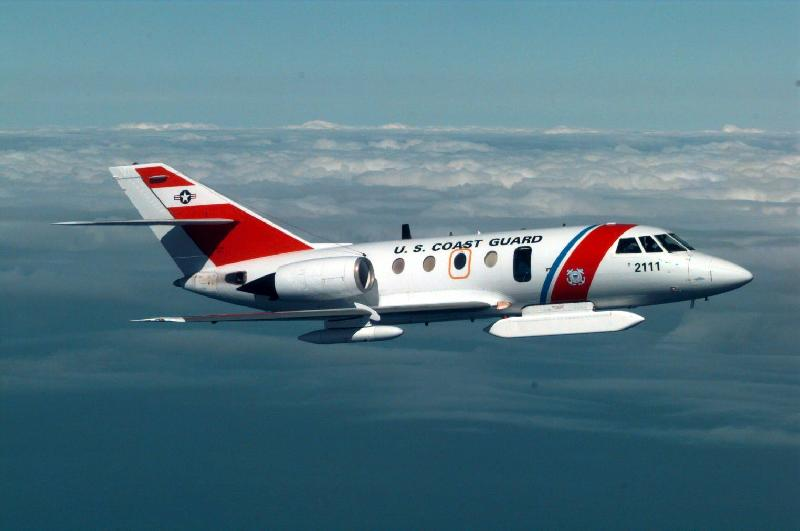
Falcon Guardian
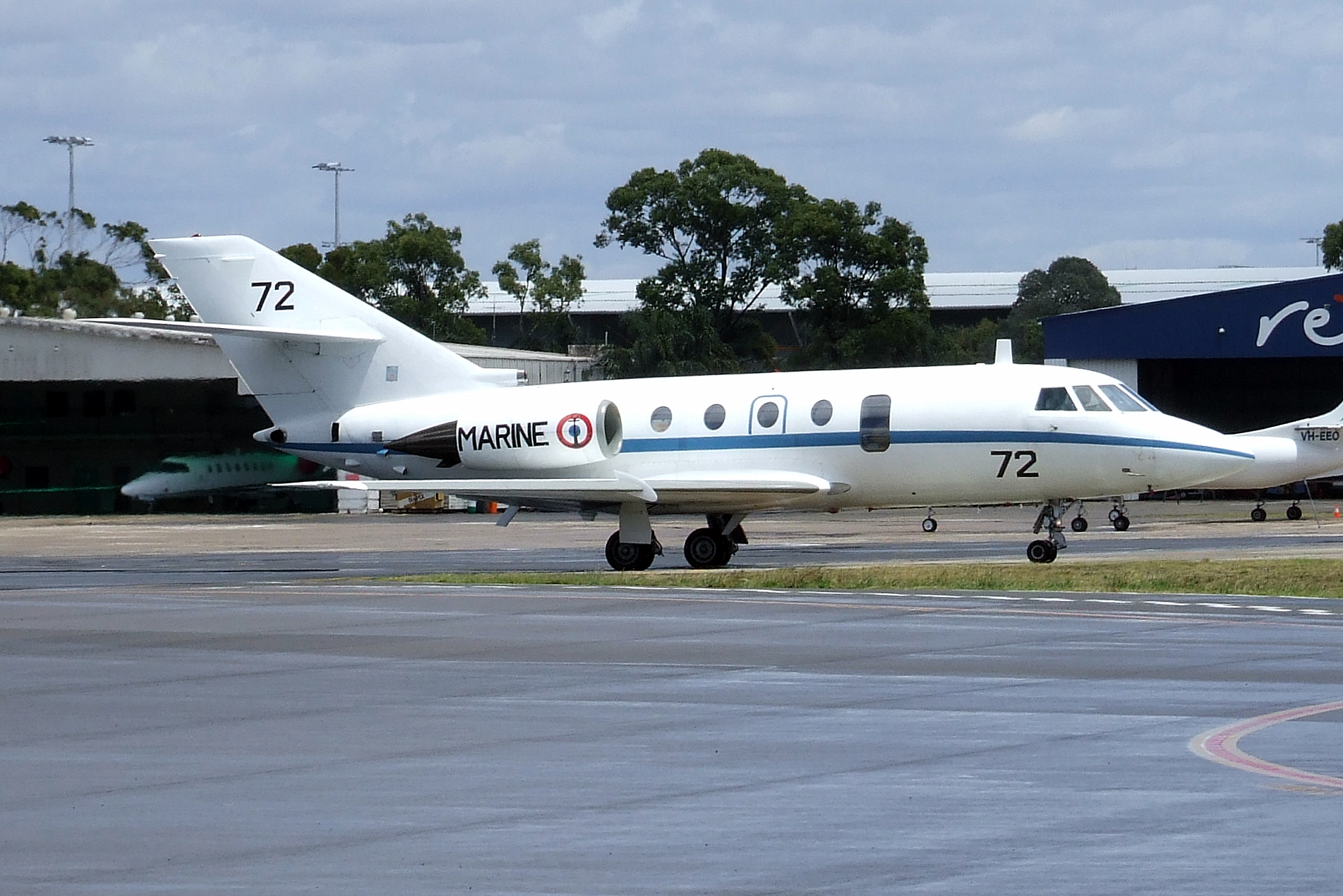
Falcon Gardian
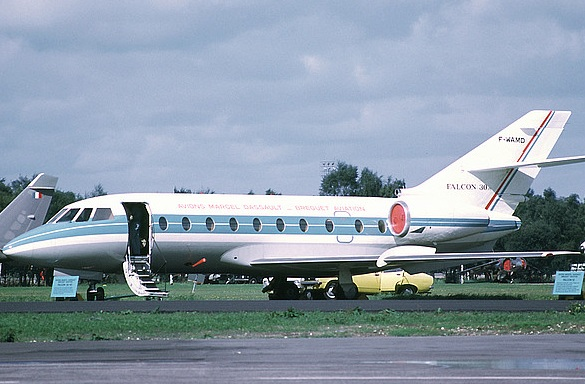
Falcon 30
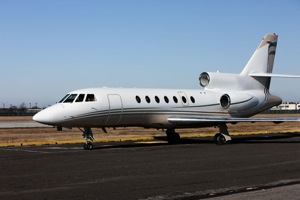
Falcon 50
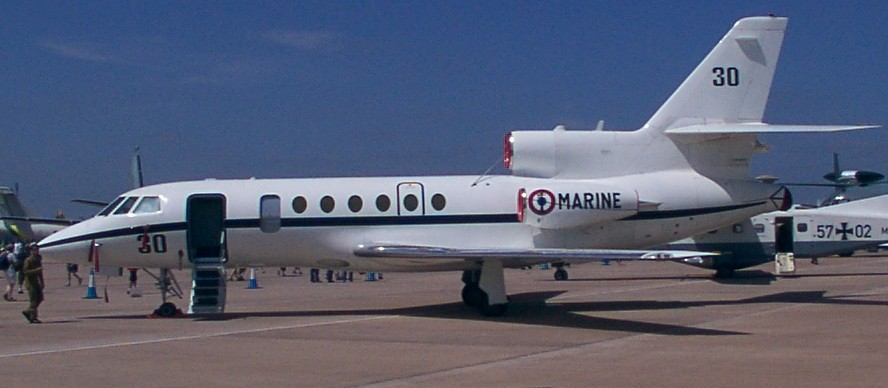
Falcon 50 Surmar
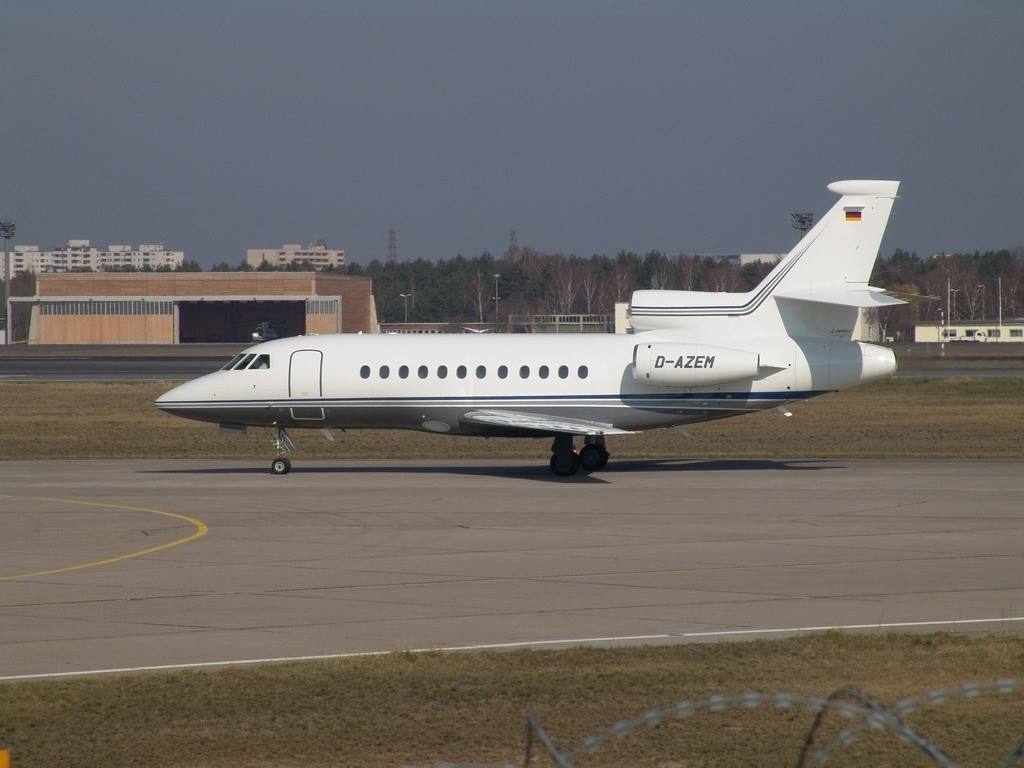
Falcon 900
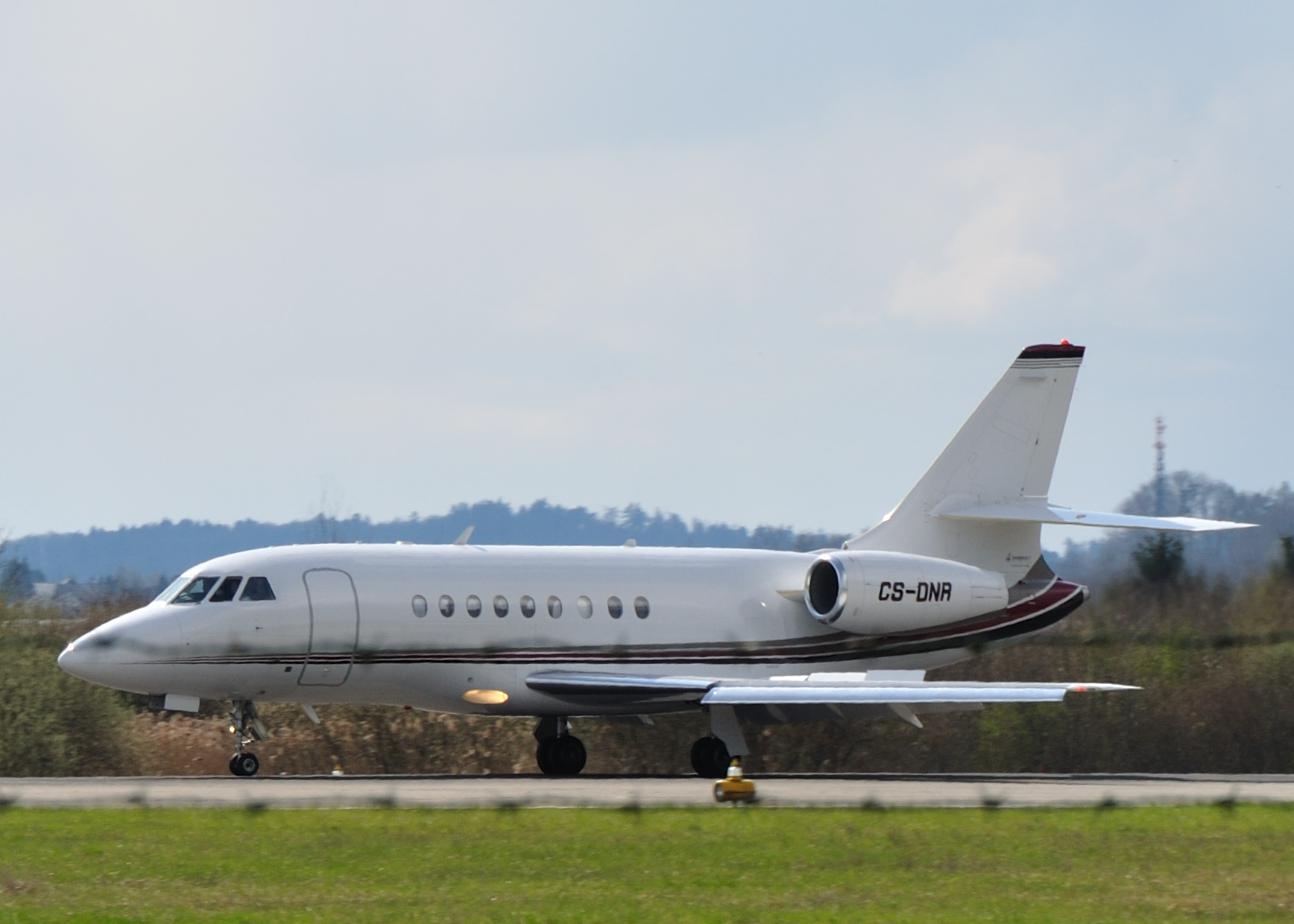
Falcon 2000
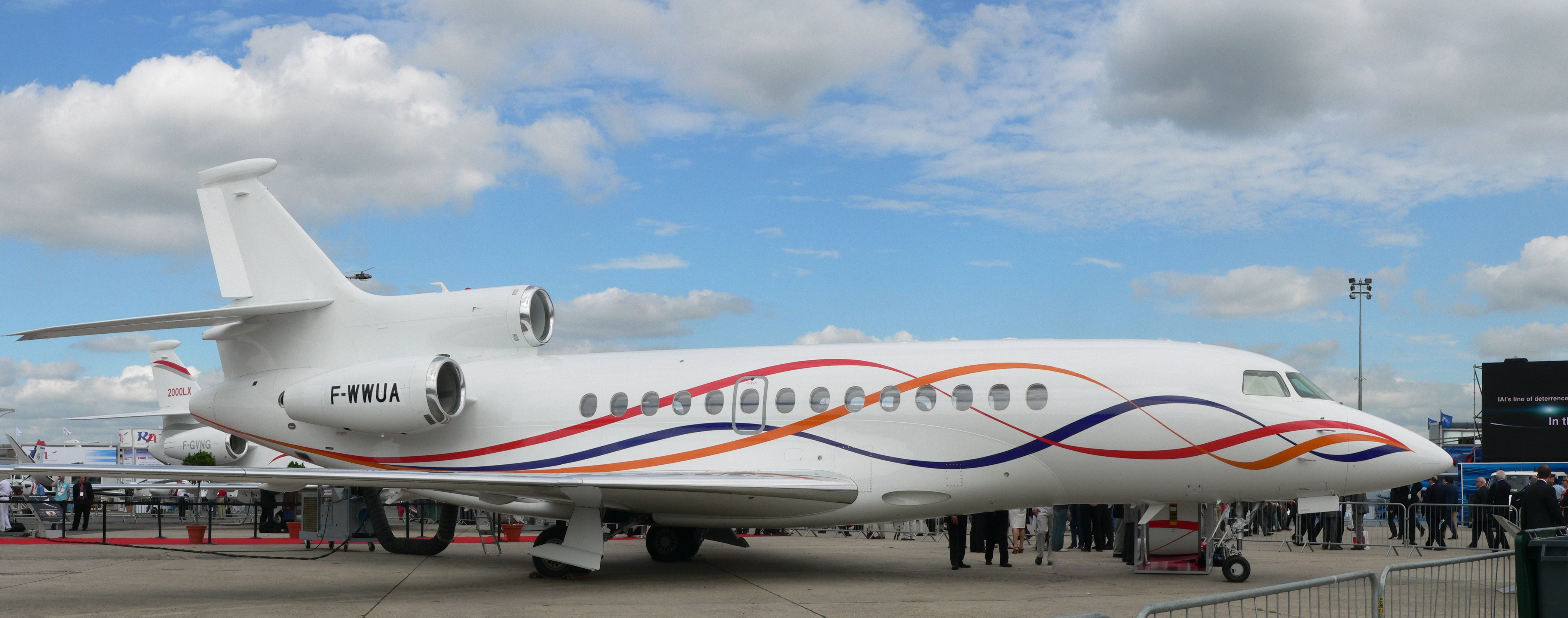
Falcon 7X
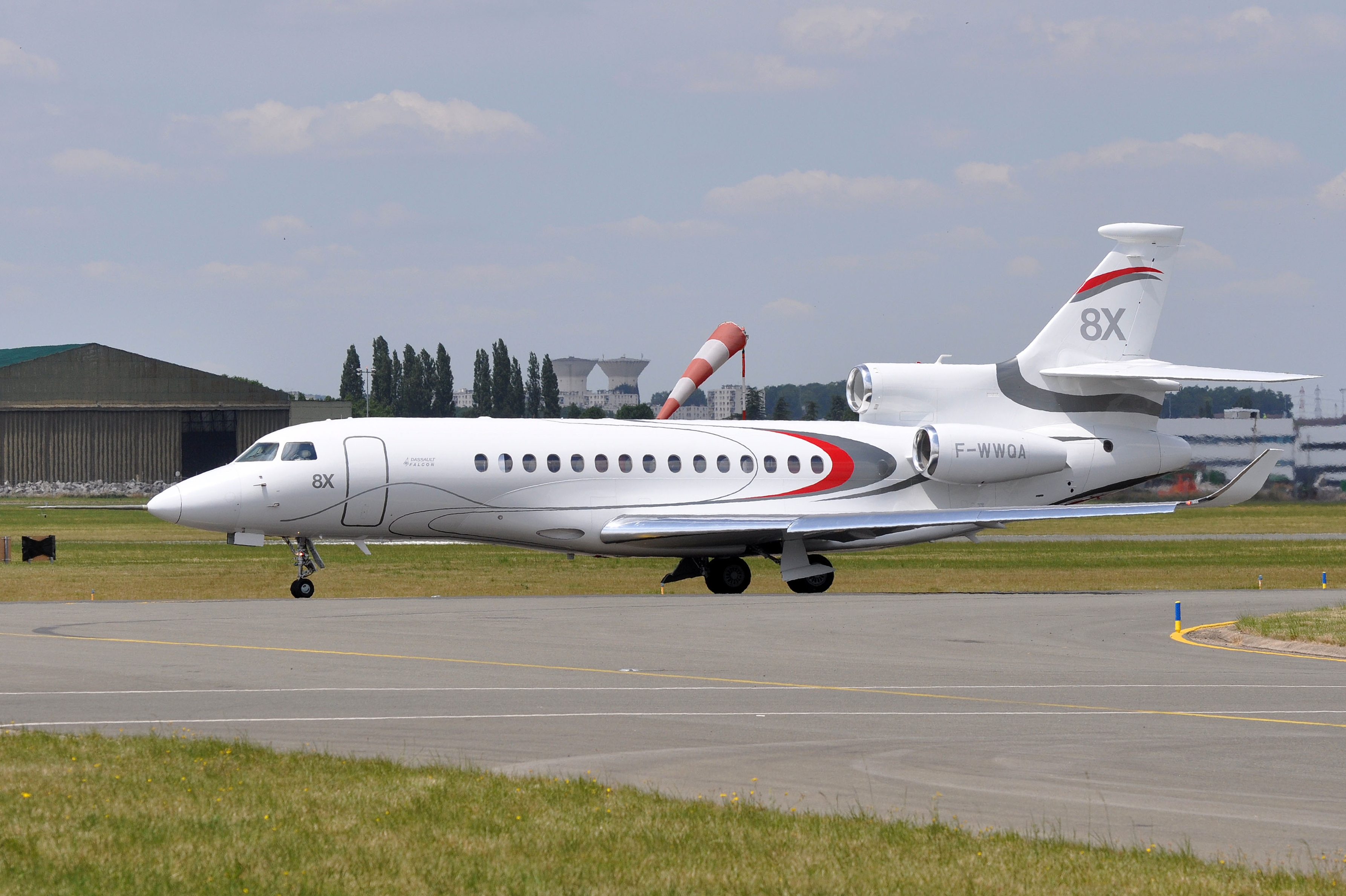
Falcon 8X